# 明朝民變

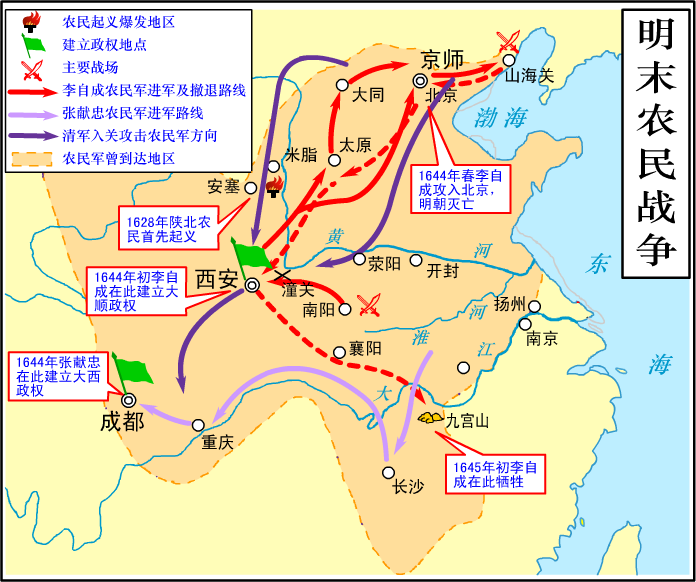
明末民變形势图

明朝民變收录了明代主要的起事运动。其中最大的一次是從明熹宗天启七年（1627年）叛军与明军作战开始，直至清朝顺治年间才结束的一场战争，史稱明末民變。

## 明前期民变
洪武三年（1370年），广西阳山县山民十万余反。同年，福建泉州陈同反，进攻永安，德化和安溪三县。同年，山东青州(益都)孙古朴聚众反，自号黄巾，袭击莒州，杀同知。
洪武十四年（1381年），广州的曹真和苏文卿等叛亂，众数万，战船一千八百艘；明廷派南雄赵庸率步骑舟一万五千人，再加上广东由参政阎屯，千户张惠率领的本省军队，联合镇压。同年，福建福安县民江志贤聚众八千反。
洪武十五年（1382年），广东铲平王叛亂，赵庸再次前去镇压，斩首八千八百余。
洪武十八年（1385年），湖广铲平王吴奤儿继洪武十一年(1378年)叛亂逃脱后再次造反，明廷派信国公汤和率领大军号称二十万，前往镇压。
洪武二十二年（1389年），江西赣州夏三聚众数万人反。明廷派出胡海，陈桓，叶昇，兵33500人，动用三个侯这么大的阵势，在明初也是少见的。
洪武二十八年（1395年），广西的瑶族、壮族数万人叛亂，明廷派征南将军杨文率军镇压，斩叛亂军18360，斩家属8280人。
洪武三十年（1397年），陕西沔县高福兴等叛亂，打败汉中卫明军，攻陷略阳，徽州，文县。明廷派长兴侯耿炳文，武定侯郭英统明军数万镇压。
永乐十八年（1420年），山东青州唐赛儿白莲教叛亂。

## 明中叶民变
正统时，浙江矿工叶宗留叛亂，福建佃农邓茂七叛亂。
天顺、成化时，在荆襄山区爆发刘通、李原的开荒流民叛亂。叛亂最终失败，但明廷不得不在荆襄山区设立郧阳府，增置竹溪、郧西等七县，允许流民开垦荒地，成为合法编户良民。
弘治元年（1488年），廣東獅嶺巡檢司所在橫潭村村民譚觀福、張洪祐在瑤民推舉下揭竿起義，聲勢震動增城、新豐、博羅等地，叛軍更直逼廣州城。廣東布政司劉大夏率兵鎮壓後，提請朝廷新設立從化縣，強化官府對上番禺地區的統治。
正德年间，河北出现刘六刘七起義。叛亂军攻占北直隶、山东、河南、山西许多州县，并曾三次逼进北京。
正德五年（1510年）前后，江西各地爆发叛亂。其中有抚州王钰五叛亂，饶州汪澄二叛亂，瑞州罗光权叛亂，赣州何积钦叛亂，靖安县胡雷二叛亂。他们在山谷间据险立寨，遥相呼应，声势甚盛。明武宗正德六年(1511年)二月，明廷派右都御史陈金总制军务，调动中國南方数省军队前往镇压。叛亂軍转入低潮。但到明武宗正德十二年(1517年)，在江西南部与福建、广东交界的山区，叛亂军又趋活跃。明廷派遣右佥都御史王守仁为南赣巡抚，提督军务，前去围剿。正德十三年(1518年)，叛亂被镇压。 
此外，在四川、贵州、广西、广东等地，还先后爆发许多土著叛亂。

## 明后期民变
万历二十九年（1601年）6月初，苏州市民葛贤领导苏州机工包围税署，打死税吏，吓得税监逃跑。明廷被迫撤回税监。
万历年间，蓟州人王森传播白莲教，自称闻香教主，其教徒遍布北南直隶、山东、山西、河南、陕西、四川等省。万历四十二年（1614年），王森在京师传教时被捕，死于狱中。之后，其弟子巨野人徐鸿儒继续组织白莲教。
天启二年（1622年），白莲教徐鸿儒联合景州（今河北景县）于弘志、曹州（今山东曹县）张世佩等，图谋起事，约定中秋起兵。但因计划泄露，遂于五月先期发动。徐鸿儒自称中兴福烈帝，改年号为大乘兴胜元年。叛亂军很快攻克了郓城、邹县、滕县、峄县，“众至数万”，屡败官军。其时，于弘志在河北武邑、枣强、衡水等地起兵响应。又有刘永明聚众二万人，不久与徐鸿儒队伍汇合，叛亂声势大振。他们计划“南通徐淮、陈、颍、蕲、黄，中截粮运，北达神京，为帝为王”。同年十一月，徐鸿儒被部下出卖，在邹县被捕押至京城被杀害，叛亂失败。
自天启七年（1627年）陕西王二叛亂开始，有一次最大的叛亂，直至清顺治十五年（1658年）失败，前后历时31年。战争推翻了明王朝政权，期间使处于辽东的清军有机可乘，趁机入关打败叛亂军，征服了中国。
崇禎四年（1631年）八月，皇太極率清兵攻大淩河城（今遼寧錦縣），祖大壽圍於城內。孫元化急令孔有德以八百騎趕赴前線增援，然登州遼東兵與山東兵素不和，孔有德抵達吳橋時，因遇大雨春雪，部隊給養不足，士兵搶劫嘩變。孔有德在登州發動吳橋兵變，自号都元帅，孫元化忠於朝廷不願稱王，孔有德放他逃離登州。明廷派兵镇压后，投降后金。

## 明末民变的起因
- 进入小冰期，气候持续恶劣。皇权旁落，离心离德，期间又不合时宜地增收三饷，激起民变。
- 大部分官方史料認為晚明民变是由於拖欠軍餉、給養不足及強迫徵兵所致，加上連串的饑荒，促成民變越演越烈。

### 引用
1. ↑  《明初重典治国对靖难之役结果的影响》：“并不轻松的赋税，加上严苛的统治，所带来的一个直接后果就是明初所发生的农民起义较任何一个王朝建立初期都多，从洪武元年到洪武三十年，各类起义层出不穷。这些起义中大部分都是为了反抗苛重的德役与赋税，如洪武三年泉州惠安民陈同率众起义；广西阳山县十万山寨人民聚众起义；洪武五年潮州民起义；洪武十二年四川眉县人民起义；洪武十四年广州人民起义；洪武十六年广东瑶族人民起义；洪武二十二年江西赣州人民起义；洪武二十九年会同县人民起义；直到洪武三十年，也就是朱元璋死前一年，陕西、四川交界处还爆发大规模农民起义。如此频繁的农民起义，充分说明了明初重典治国政策下，百姓生活的艰难与社会矛盾的尖锐，而这一现实状况对靖难之役的结果也产生了一定影响。”《南阳师范学院学报》，2009年11月，第8卷，第11期。